# José Fernando Carneiro Leão
José Fernando Carneiro Leão, primeiro e único barão e conde de Vila Nova de São José ComNSC (Rio de Janeiro, 30 de maio de 1782 – Rio de Janeiro, 4 de setembro de 1832), foi um militar e nobre brasileiro, tendo alcançado a patente de brigadeiro.
O Conde de Vila Nova de São José (José Fernando Carneiro Leão) passou há pouco de Coronel de Milicias para a tropa da primeira linha no mesmo posto. Diz-se que S Ex. daqui a algum tempo, logo que seja promovido a Brigadeiro, tomará o Comando da Guarda de Honra, a qual se pretende elevar a um estado numérico mais brilhante. Como S. Ex. tem maneiras insinuantes e cortesãs, supõe-se que é para esse fim que se lhe confiará aquele comando.

## Biografia
Filho de Brás Carneiro Leão e de Ana Francisca Rosa Maciel da Costa, baronesa de São Salvador de Campos de Goitacazes. Casou-se com Gertrudes Angélica Pedra, com quem teve duas filhas:
- Elisa Leopoldina Carneiro Leão, casada com seu tio José Alexandre Carneiro Leão, segundo visconde de São Salvador de Campos;

- Guilhermina Adelaide Carneiro Leão, casada com D. Francisco Afonso Menezes Sousa Coutinho, marquês de Maceió.

Fidalgo cavaleiro, exercia diversas funções na corte. Recebeu o grau de dignitário da Imperial Ordem do Cruzeiro e de comendador da Ordem de Nossa Senhora da Conceição de Vila Viçosa e da Imperial Ordem de Cristo.
Ficou famoso por ser o Júiz dos contratos reais do dízimo da casa imperial e o amante negro de Carlota Joaquina que mandou matar Gertrudes por Ciúmes quando esta estava na porta de sua casa, um escravo chamado "O Corta-Orelha" foi encarregado de dar o tiro, disse ser Carlota a própria mandante do crime.